# 莱蒙多·费尔南德斯·比利亚维尔德
莱蒙多·费尔南德斯·比利亚维尔德-加西亚·德尔里贝罗（西班牙語：Raimundo Fernández Villaverde y García del Rivero，1848年1月20日—1905年7月15日) ，西班牙保守党政治人物。曾任内政大臣，恩典与司法大臣；两次担任首相。

## 早年生活
1848年1月20日出生于马德里的一个商人家庭。他在圣伊西德罗高中学习，后来在马德里中央大学攻读法律，21岁时他毕业于商法和公共财政专业。获得博士学位后，他被任命为该大学的编外教授。此后加入保守党，在1872年大选和1873年立宪会议选举中均被选为蓬特韦德拉省卡尔达斯德雷斯市议会议长。1875年-1877年担任马德里市议会议员。

## 进入政界
1877年被选为地方行政长官，1878年担任西班牙国家行政总局局长。1880年3月在第三次卡诺瓦斯内阁中担任财政副大臣。1881年政党轮替，自由党上台。费尔南德斯·比利亚维尔德被迫辞职。1884年3月至1885年担任马德里民政局长。1885年7月至11月，在第四次卡诺瓦斯内阁中担任内政大臣。期间颁布法令控制西班牙城市中流行的霍乱疫情。
1889年被选为西班牙皇家道德与法律科学院院士。1890年7月，保守党再次夺取政权。费尔南德斯·比利亚维尔德在第五次卡诺瓦斯内阁中担任恩典与司法大臣。1891年11月因保守党内部争端而辞职。1892年6月至11月，第二次担任内政大臣。
1898年12月被选为西班牙皇家学院院士。1899年，在美西战争结束后的新一届大选中，保守党获胜。费尔南德斯·比利亚维尔德在弗朗西斯科·西尔维拉内阁中担任财政大臣（1899年3月-1900年7月）和西班牙最后一任海外事务大臣（1899年3月-4月）。1899年9月任西班牙众议院议长。但因预算无法获得国会通过而辞职。

## 短暂拜相
1903年5月大选后，费尔南德斯·比利亚维尔德短暂担任众议院议长。同年7月18日担任首相，但因为政局不稳仅担任首相5个月即辞职，由安东尼奥·毛拉-蒙塔内尔接任。
1905年1月再次当选首相。他没能获得大部分国会议员支持，于是他决定解散国会重新选举。大选最终失败，费尔南德斯·比利亚维尔德决定辞职。他的第二次首相任期只维持了不到5个月。

## 去世
费尔南德斯·比利亚维尔德在辞去首相职位后不久就于1905年7月15日去世，终年57岁。

## 家庭
费尔南德斯·比利亚维尔德与第一代波佐卢比奥侯爵夫人安吉拉·罗卡·德·多戈雷斯·阿吉雷-索拉特结婚。他们有7个子女。